# Кизима, Александр Леонтьевич
Александр Леонтьевич Кизи́ма (1913, Медвин, Киевская губерния — 1958) — советский хозяйственный деятель оборонной промышленности.

## Биография
Родился в 1913 году в местечке Медвин (ныне — село, Богуславский район, Киевская область, Украина).
Окончил Кировоградский техникум в Одесской области (1932). По распределению работал на УЗТМ (Уралмаше): мастер-ремонтник, старший мастер, с 1939 года главный механик, в 1943—1945 годах главный инженер.
С июня 1945 по июнь 1948 года — директор Кировского завода в Ленинграде. Организовывал производство диффузионного оборудования для разделения изотопов урана.
С июня 1948 года — директор завода № 813. В октябре 1949 года освобожден от должности как не справившийся.
С 1951 года — главный технолог Ижорского завода (Ленинград).

## Награды
- Сталинская премия первой степени (1946) — за создание САУ[1]
- орден Ленина (05.08.1944) — за успешное выполнение задания Государственного Комитета Обороны по выпуску артиллерийских самоходных установок и бронекорпусов
- орден Кутузова II степени
- орден Отечественной войны II степени
- орден Трудового Красного Знамени
- орден Красной Звезды
- медали